# Hausen, Eichsfeld
Hausen là một đô thị thuộc huyện Eichsfeld nước Đức. Đô thị này có diện tích 42,8 km², dân số thời điểm 31 tháng 12 năm 2006 là 460 người.